# Klara Marie
Klara Marie är ett k-märkt svenskt segelfartyg.
Klara Marie byggdes 1884 i Rönne på Bornholm i Danmark för frakter mellan Rönne och Köpenhamn. Typen kallas Bornholmsklipper, har en klipperstäv och är riggad som en tvåmastad skonare.
I maj 1945 sjönk Klara Marie i Nexøs hamn efter ett ryskt bombanfall. Hon bärgades efter en månad av Svitzer.
Hon köptes 1965 till Skillinge av en fiskhandlare som registrerade henne som fiskefartyg med hjälpmotor. År 1968 köptes hon av en privatperson för att bli fritidsfartyg. År 1994 köptes hon av Föreningen Partsrederiet Klara Marie, vilken återställde henne som segelfartyg.

## Externa länkar

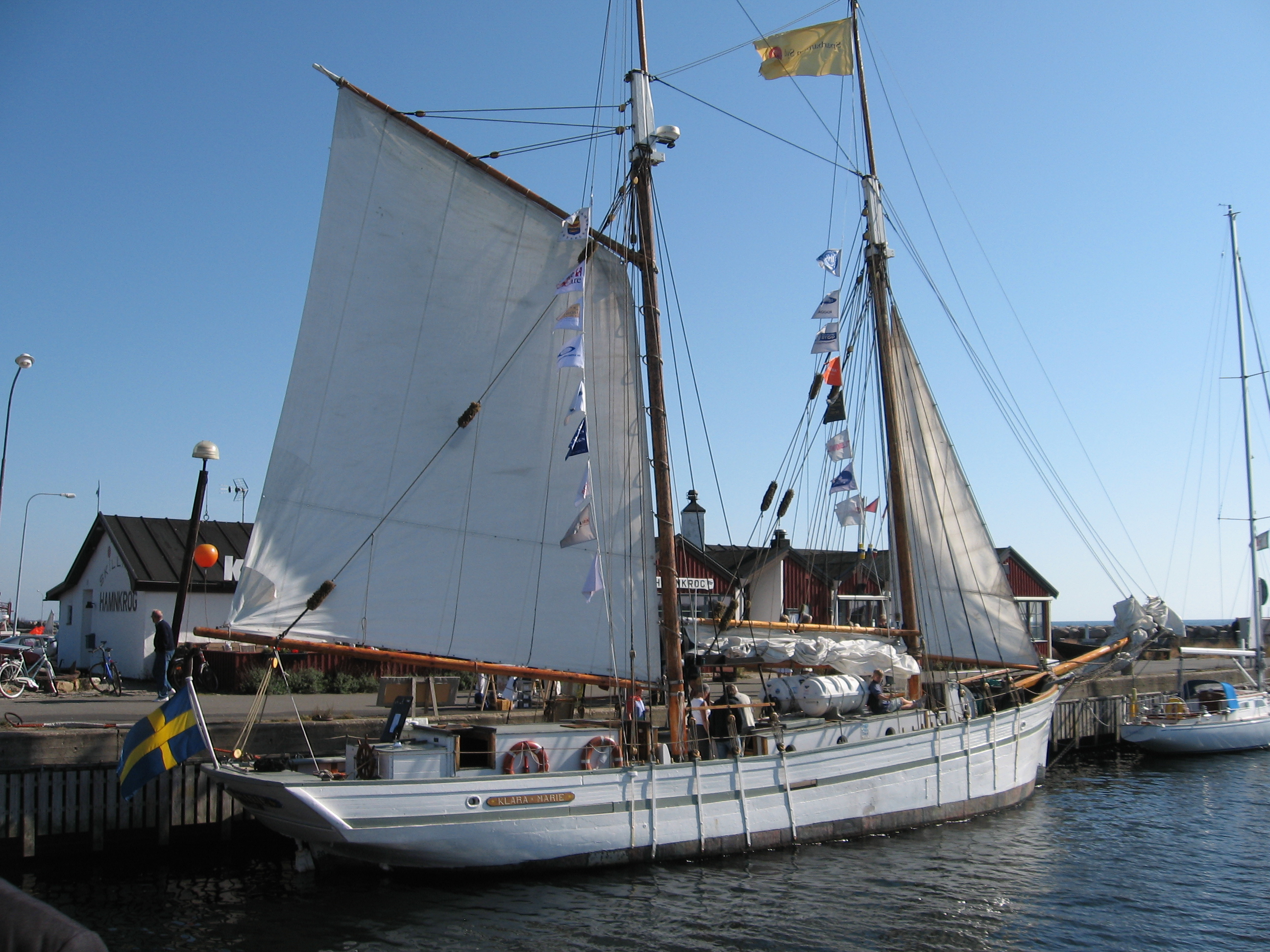
Klara Marie med delvis satta segel